# Rolf Kenneryd
Rolf Erland Kenneryd, född 13 december 1939 i Linneryds församling i Kronobergs län, är en svensk skogsinspektor och politiker (centerpartist), som var riksdagsledamot för Hallands läns valkrets 1985–1991 och 1994–2002.